# スパルタスタディオン・ヘト・カスティール
スパルタスタディオン "ヘト・カスティール"（Spartastadion Het Kasteel）は、オランダ・ロッテルダムにあるサッカー専用スタジアム。1916年に建設されたこのスタジアムは、オランダ最古のサッカー専用スタジアムである。

## 概要
1916年、建築家J.H. デ・ロースとW.F. オフェラインダーによって設計された。こけら落としはヴィレムIIとの親善試合である。かなり築年数が経過しているスタジアムなため、建設以降、数回にわたり改築が施されている。1998年から1999年にかけて行われた改築は史上最大規模なものとなり、スタジアム全体を4分の1回転させるという大改築であった。この改築から、ヘト・カスティール（"城"）と呼ばれるようになった。この時のこけら落としはスコットランドのレンジャーズFC戦だった。
2014年から人工芝を利用している。

## ギャラリー

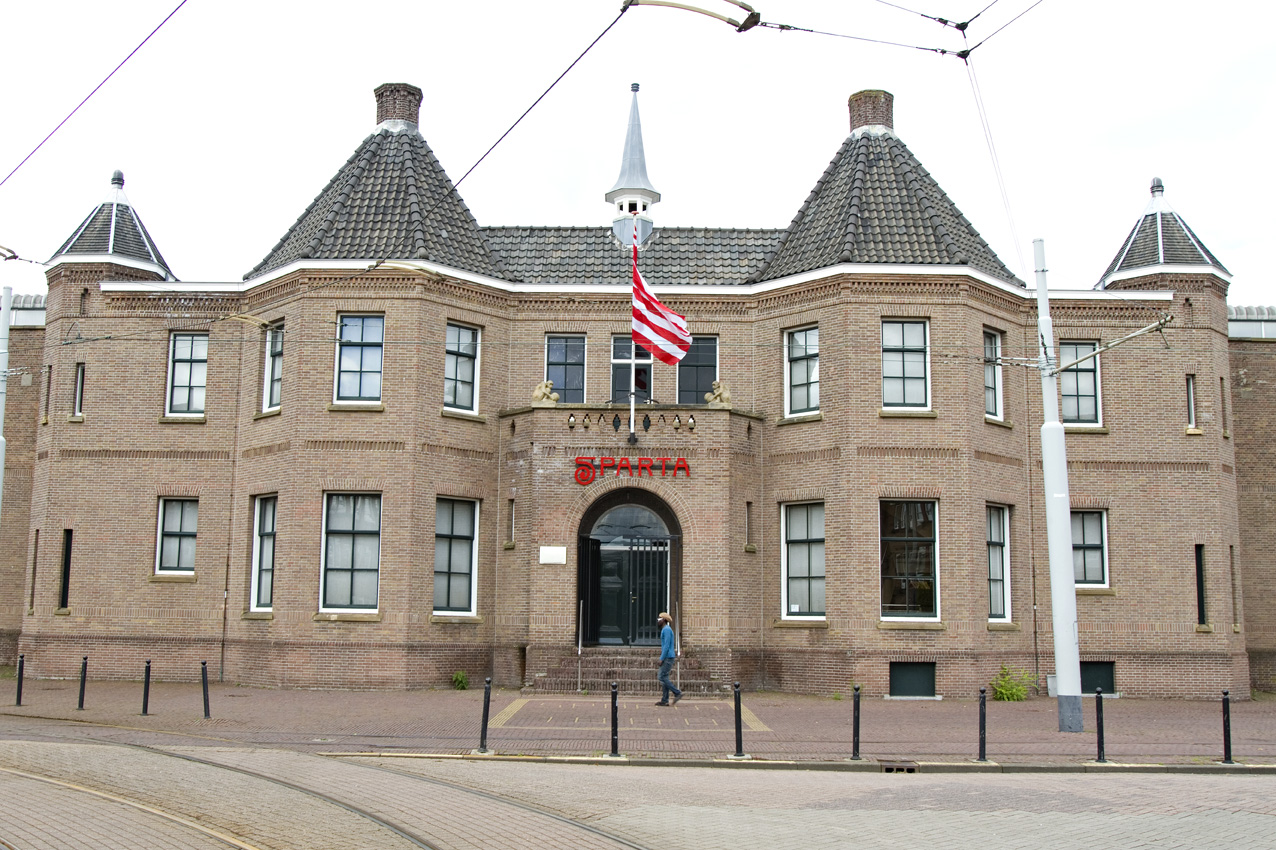
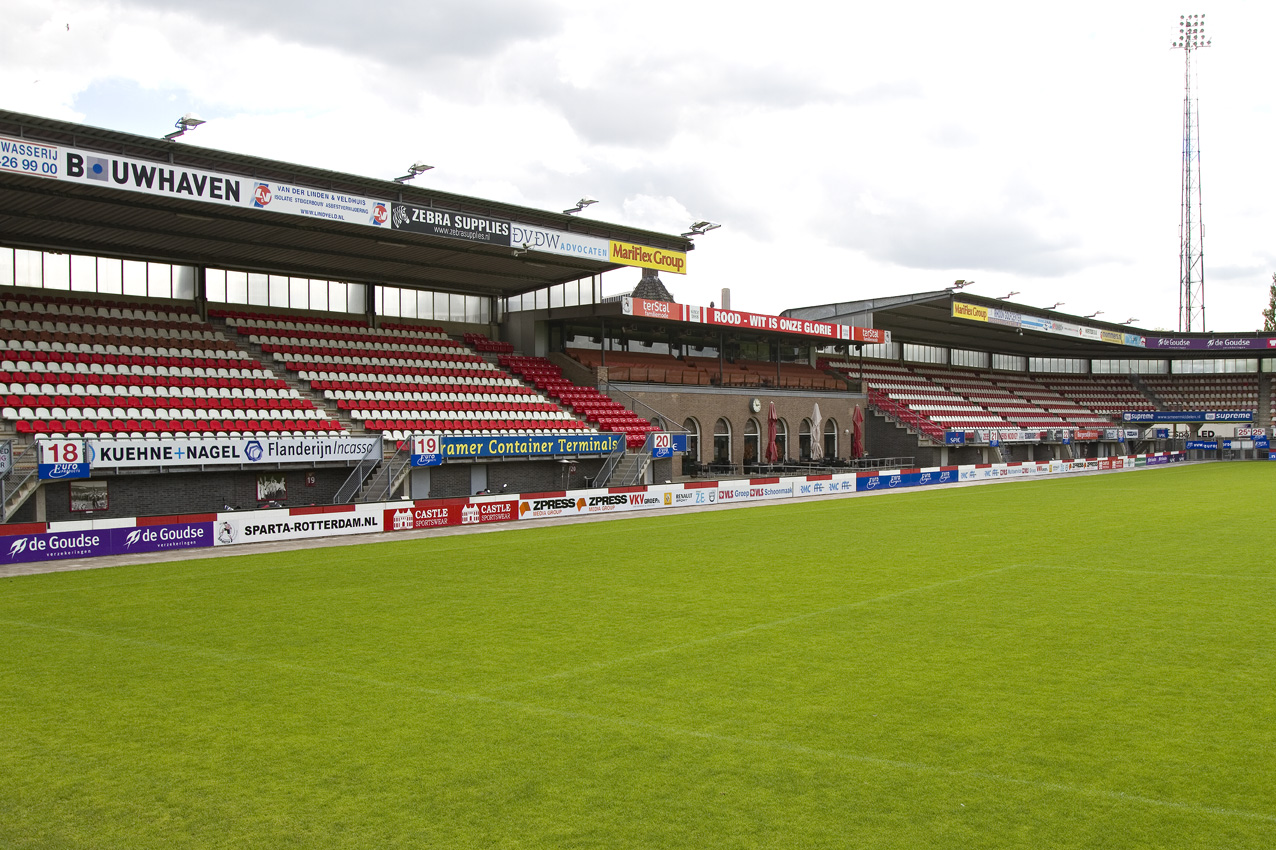
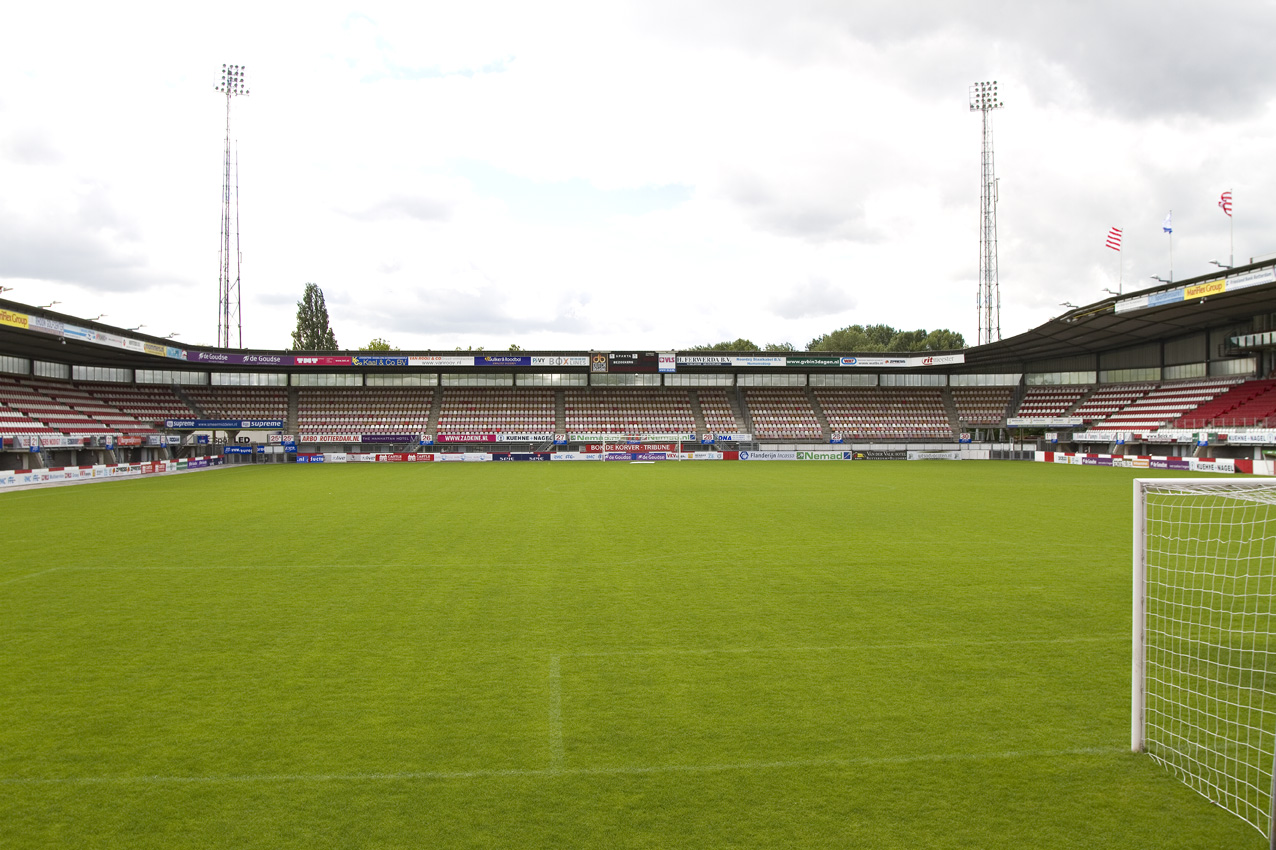
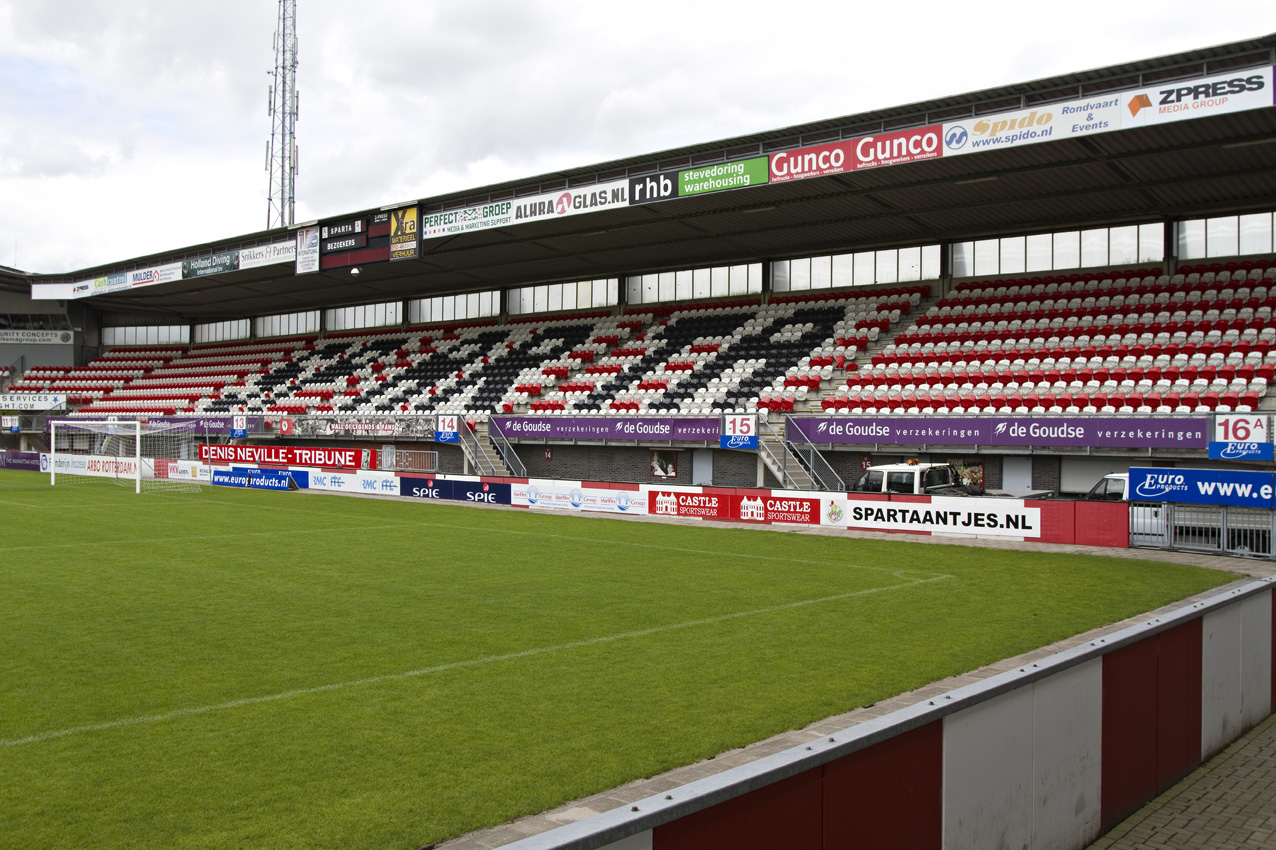
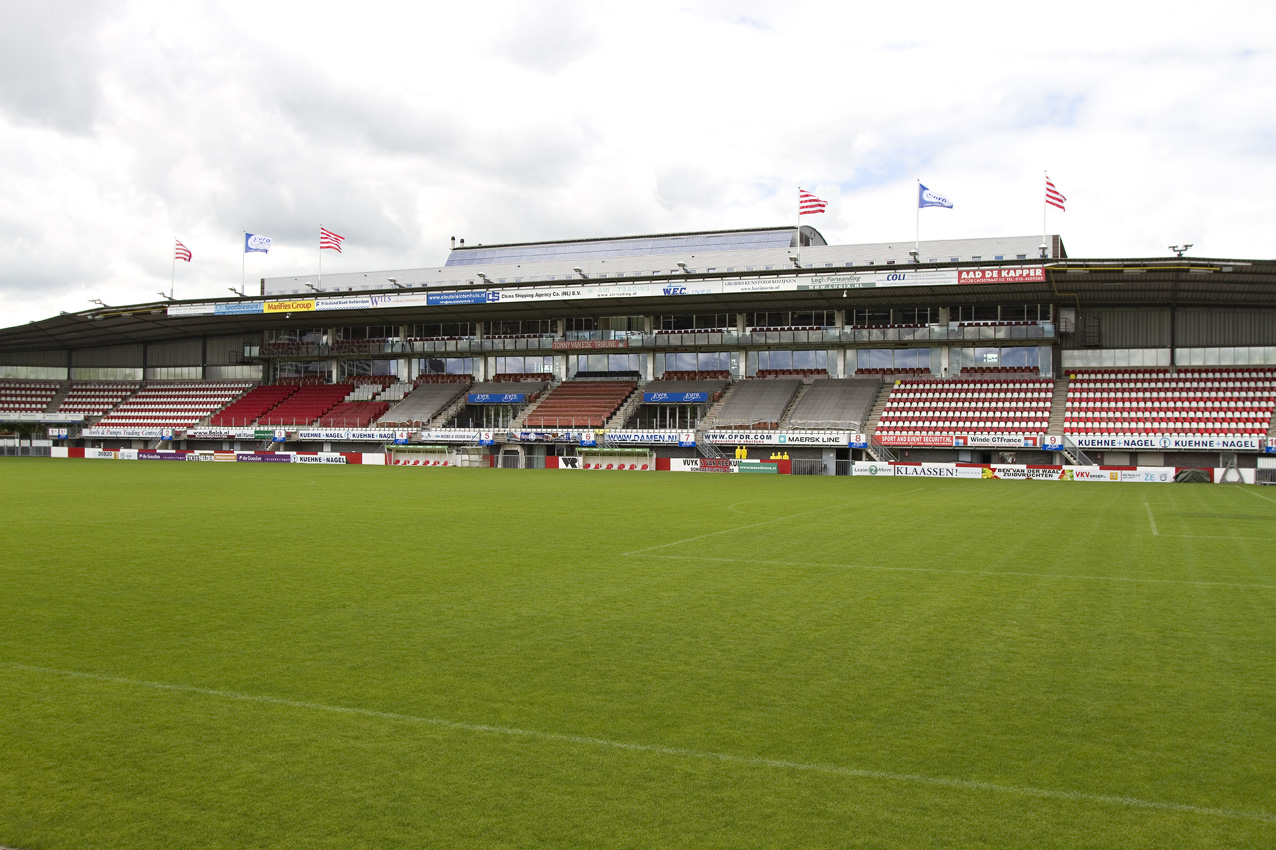
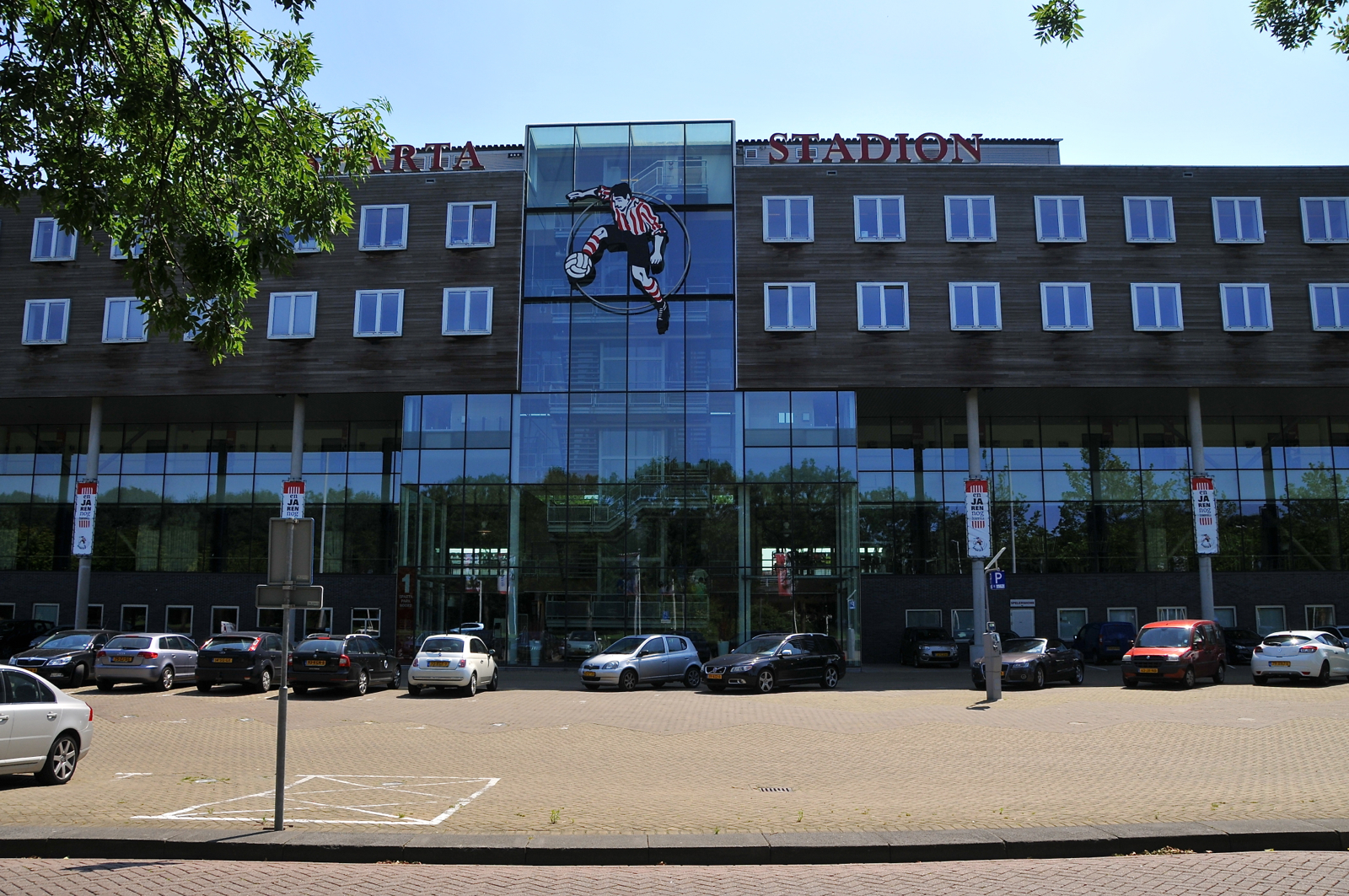